# فابيان جارا
فابيان جارا (بالإسبانية: Fabián Jara)‏ هو منافس ألعاب قوى باراغواياني، ولد في 8 يناير 1993.

## وصلات خارجية
- فابيان جارا على موقع الاتحاد الدولي لألعاب القوى (الإنجليزية)